# Vuelo sobre Viena

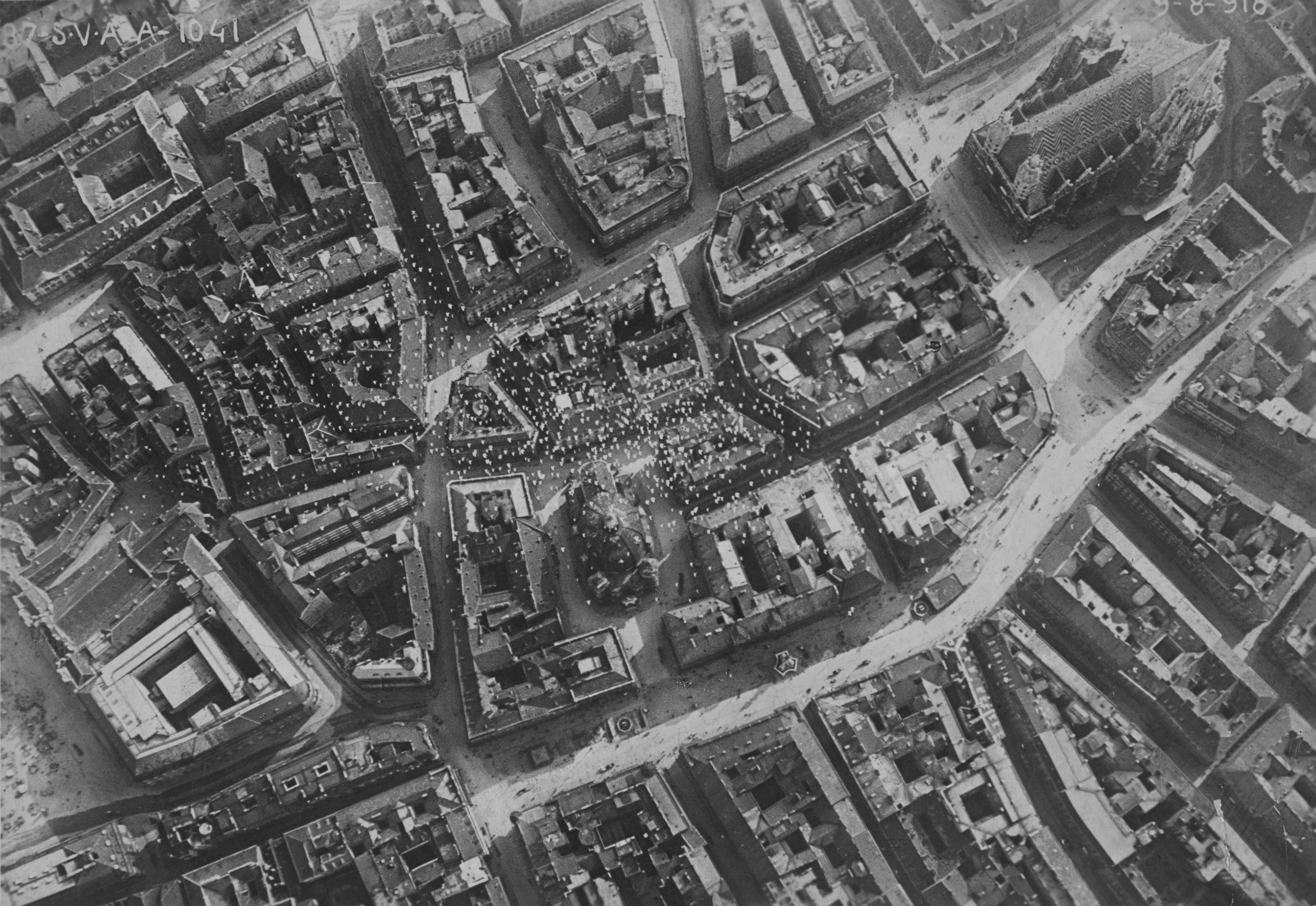
Folletos italianos cayendo sobre Viena.

El vuelo sobre Viena fue una acción bélica realizada por el poeta italiano y patriota nacionalista Gabriele D'Annunzio el 9 de agosto de 1918 durante la Primera Guerra Mundial, que consistió en realizar una incursión de propaganda, usando una flotilla aérea italiana para lanzar manifiestos impresos sobre Viena la capital de Austria-Hungría.
Durante esta acción participaron nueve aviones Ansaldo SVA de la 87ma Squadriglia (escuadrón) de la Regia Aeronautica llamada "La Serenissima", a la cual estaba adscrito D'Annunzio. Esta escuadrilla debía volar por más de 1200 kilómetros sumando ida y vuelta desde un aeródromo militar cerca de la localidad de San Pelagio en Due Carrare, en las cercanías de Padua, hasta Viena para soltar varios miles de folletos de propaganda.
La acción se planeó el año anterior, pero había problemas técnicos como la real capacidad de combustible de los aviones italianos para un vuelo tan largo, cruzando el flanco meridional de los Alpes y atravesando varios kilómetros de territorio bajo control austriaco, lo cual hizo que se retrasara el plan. El primer ensayo se intentó en el 2 de agosto de 1918, pero el avión italiano regresó pronto a su base debido a la densa niebla. El segundo ensayo, el 8 de agosto de 1918, fue cancelado debido al fuerte viento, mientras que el último, el 9 de agosto, fue un éxito.
Los trece aviones italianos destinados a la incursión efectivamente partieron de sus bases a las 5:50 horas del 9 de agosto, pero tres de ellos debieron aterrizar forzosamente a los pocos minutos. Ya en suelo austriaco, otro aparato sufrió desperfectos mecánicos y debió aterrizar forzosamente en Wiener Neustadt, siendo capturado el piloto. Los nueve aparatos restantes volaron sobre los barrios meridionales y céntricos de Viena a las 9:20 horas del 9 de agosto de 1918 por varios minutos, lanzando 50 000 folletos en una tarjeta impresa a tres colores: verde, blanco y rojo (los colores de la bandera italiana). Las líneas de propaganda fueron escritas por el propio D'Annunzio, pero no se tradujo el texto al alemán, lo cual reducía notablemente su eficacia. El mensaje de D'Annunzio decía en sus primeras líneas:
"En esta mañana de agosto, mientras se cumple el cuarto año de su convulsión desesperada, y luminoso comienza el año de nuestro pleno poder, de repente aparece el ala de tres colores como una indicación del destino que se vuelve.

El destino vuelve. Se vuelve hacia nosotros con una seguridad de hierro. Ha pasado para siempre la hora de Alemania, quien les agita, les humilla y les infecta.

La hora de ustedes ha pasado. Como nuestra fe era más fuerte, he aquí cómo nuestra voluntad prevalece y prevalecerá hasta el final. Los combatientes victoriosos del Piave, los combatientes victoriosos del Marna, lo sienten, lo saben, con un éxtasis que multiplica el ímpetu. Pero si el ímpetu no fuera suficiente, el número sí lo sería, y esto se dice para aquellos que tratan de luchar de uno contra diez."
También cayeron 350 000 folletos del periodista Ugo Ojetti, amigo de D'Annunzio, donde aparecía la bandera italiana sobre fondo blanco, cuyas frases pedían el final de la alianza entre Austria-Hungría y «Prusia». Estos volantes sí fueron traducidos al alemán y el texto interpelaba hábilmente a los vieneses sobre la conveniencia de su alianza con Alemania, las privaciones materiales de la población civil austriaca, y exaltando la decisión italiana de «arrojar papeles antes que bombas»; el texto de Ojetti se hizo así más conocido entre sus destinatarios, aunque la policía de Viena pronto procedió a recoger la mayor cantidad posible de volantes italianos (de cualquier tipo) y destruirlos, prohibiendo su difusión. Los aviones italianos volvieron a sus bases a las 12:40 horas sin reportar algún encuentro con aviones austriacos.
El estilo del manifiesto de D'Annunzio fue juzgado como «demasiado literario» por oficiales de inteligencia italiana, quienes reprobaron como «intraducibles» las metáforas del poeta, más allá del hecho que el texto se redactara solo en italiano y por ello fuese casi inservible como propaganda entre civiles de lengua alemana.
El acto del vuelo resultó bastante arriesgado y valeroso, y logró elevar la moral de las tropas del Regio Esercito, pero desde el punto de vista puramente militar la operación en sí misma resultaba sin utilidad práctica para el curso de la lucha. Pese a la escasa importancia militar del vuelo, D'Annunzio explotó bastante bien el evento para forjarse una mayor fama entre los círculos literarios y nacionalistas de Italia.